# Stazione di Bampaku-kinen-kōen (Osaka)
La stazione di Bampaku-kinen-kōen (万博記念公園駅?, Bampaku-kinen-kōen-eki) è una stazione della Monorotaia di Ōsaka e il punto di interscambio della diramazione per Saito-nishi, della quale alcune corse continuano fino alla stazione di Senri-Chūō. La stazione si trova di fronte al Parco di commemorazione di Expo 1970. La stazione è localizzata nella città di Suita, ed è dotata di un deposito per la manutenzione dei treni della monorotaia.